# Vytautas-Magnus-Kirche

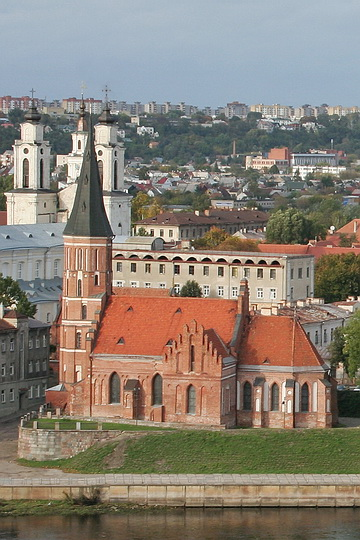
Die Vytautas-Magnus-Kirche (2006)

Die um 1400 errichtete Mariä-Himmelfahrt-Kirche Kaunas (Vytautas-Magnus-Kirche; litauisch: Kauno Švč. Mergelės Marijos Ėmimo į dangų bažnyčia oder Vytauto Didžiojo bažnyčia) ist die älteste Kirche in Kaunas (Erzbistum Kaunas, Litauen) und die einzige gotische Kirche des Landes in Kreuzform. Sie befindet sich in der Altstadt Kaunas, am rechten Ufer der Memel, 1 km von der Mündung des Neris an der Vytautas-Magnus-Brücke.

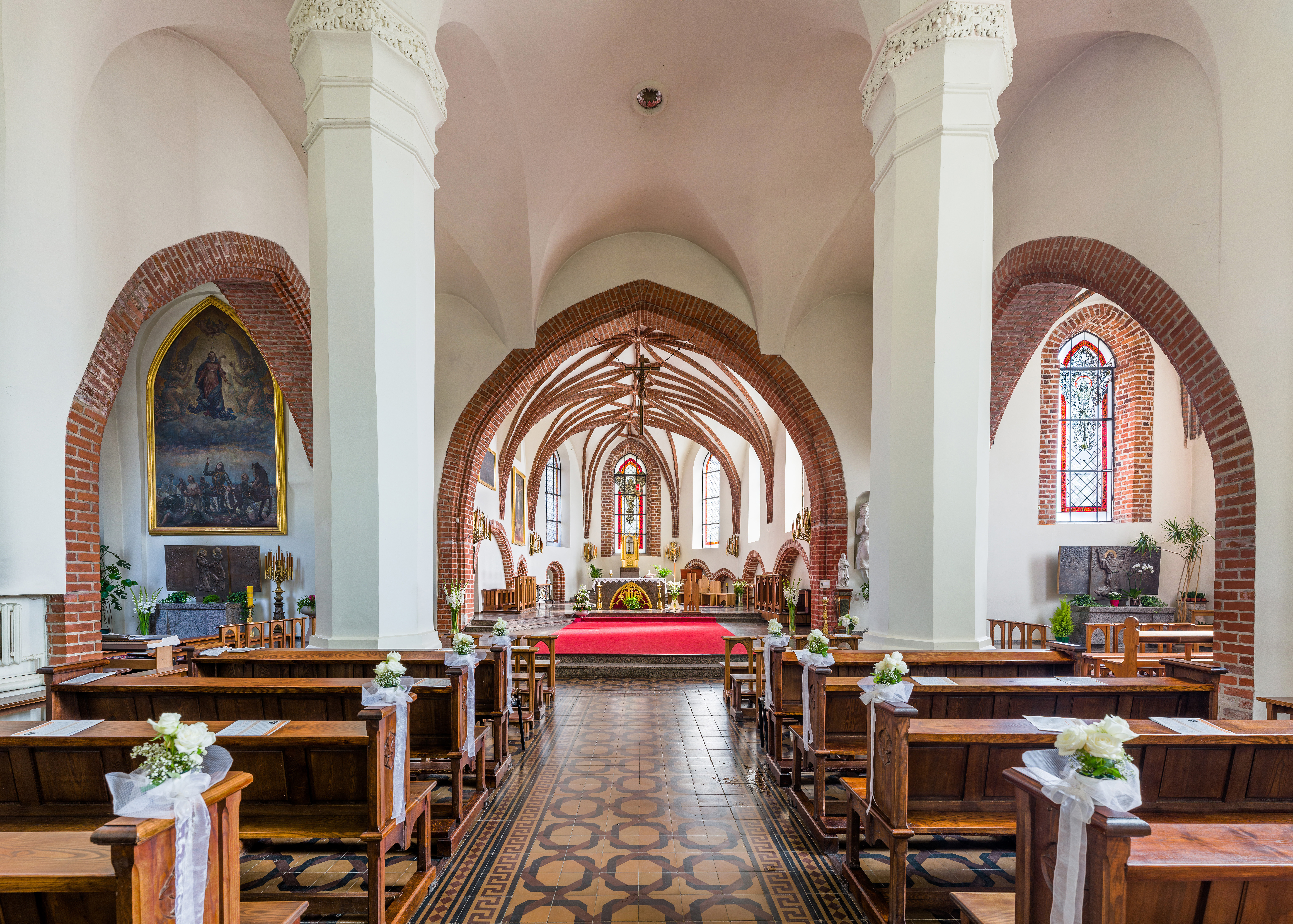
Innenraum